# ヴァウシ・ダ・シウヴァ・コスタ・フィーリョ
ヴァウシ（Walce）ことヴァウシ・ダ・シウヴァ・コスタ・フィーリョ（ポルトガル語: Walce da Silva Costa Filho、1999年2月2日 - ）は、ブラジルのサッカー選手。ポジションはDF。

## クラブ歴
サンパウロFCの下部組織出身で、2019年にトップチームに昇格。同年5月5日のカンピオナート・ブラジレイロ・セリエAで右サイドバックとして出場し選手初出場。

## 代表歴
U-20代表として第45回トゥーロン国際大会、2019 南米ユース選手権に参加している。